# Всеволод Голубович (монета)
«Все́волод Голубо́вич» — ювілейна монета номіналом 2 гривні, випущена Національним банком України. Присвячена 120-річчю від дня народження українського політичного і державного діяча Всеволода Олександровича Голубовича, внесок якого в процес українського право- і державотворення досить значний. З 18 січня 1918 р. — перший голова Ради народних міністрів, міністр закордонних справ УНР. У грудні 1917 — січні 1918 рр. очолював делегацію УНР на мирних переговорах з Німеччиною, Австро-Угорщиною, Болгарією і Туреччиною.
Монету введено в обіг 20 грудня 2005 року. Вона належить до серії «Видатні особистості України».

## Опис та характеристики монети
| Номінал грн. | Метал      | Маса, грам | Діаметр, мм. | Якість виготовлення       | Гурт     | Тираж, штук |
| ------------ | ---------- | ---------- | ------------ | ------------------------- | -------- | ----------- |
| 2            | нейзильбер | 12,8       | 31           | спеціальний анциркулейтед | рифлений | 20 000      |

### Аверс
На аверсі монети в центрі зображено малий Державний Герб України, під ним рік карбування монети — «2005», по колу розміщено написи: «НАЦІОНАЛЬНИЙ БАНК УКРАЇНИ» (угорі), «ДВІ ГРИВНІ» (унизу) та логотип Монетного двору Національного банку України.

### Реверс
На реверсі монети зображено портрет В. О. Голубовича, по колу розміщено напис «ВСЕВОЛОД ГОЛУБОВИЧ» (угорі), роки життя — «1885—1939» (унизу).

## Автори

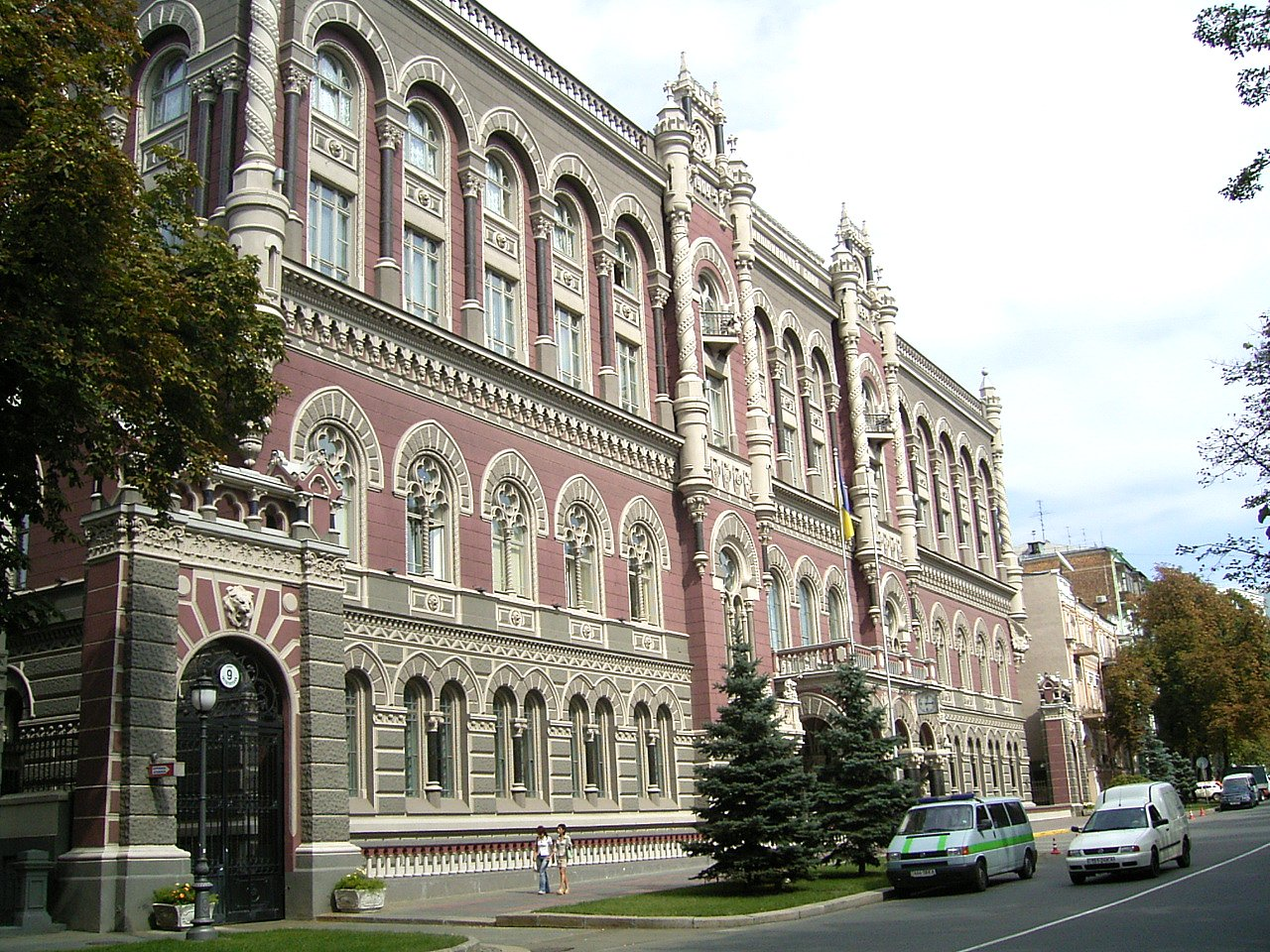
Будівля Національного банку України

- Художники: Дем'яненко Володимир (аверс), Іваненко Святослав (ревеср).
- Скульптори: Дем'яненко Володимир (аверс), Іваненко Святослав (ревеср).

## Вартість монети
Ціна монети — 15 гривень, була зазначена на сайті Національного банку України 2011 року.
Фактична приблизна вартість монети з роками змінювалася так:
| Рік        | 2010 | 2011 | 2012 | 2013 | 2014 | 2015 | 2016 | 2017 | 2018 | 2019 | 2020 | 2021 | 2022 | 2023 | 2024 | 2025 |
| ---------- | ---- | ---- | ---- | ---- | ---- | ---- | ---- | ---- | ---- | ---- | ---- | ---- | ---- | ---- | ---- | ---- |
| Ціна, грн. | 25   | 30   | 30   | 35   | 35   | 60   | 105  | 235  | 205  | 185  | 180  | 170  | 170  | 210  | 360  | 490  |